# K.K. Partizan 1960
Questa pagina raccoglie le informazioni riguardanti il Košarkaški klub Partizan nelle competizioni ufficiali della stagione 1960.

## Roster
| N° | Naz.                  | Ruolo | Sportivo          |  | Alt. |  |
| -- | --------------------- | ----- | ----------------- |  | ---- |  |
|    | Jugoslavia (bandiera) |       | Radovan Radović   |  |      |  |
|    | Jugoslavia (bandiera) |       | Boris Križan      |  |      |  |
|    | Jugoslavia (bandiera) |       | Miloš Bojović     |  |      |  |
|    | Jugoslavia (bandiera) |       | Borislav Ćurčić   |  |      |  |
|    | Jugoslavia (bandiera) |       | Đorđe Milojević   |  |      |  |
|    | Jugoslavia (bandiera) |       | Branko Damjanović |  |      |  |
|    | Jugoslavia (bandiera) |       | Ljuba Mladenović  |  |      |  |
|    | Jugoslavia (bandiera) |       | Miodrag Petrović  |  |      |  |
|    | Jugoslavia (bandiera) |       | Zvonimir Đurić    |  |      |  |
|    | Jugoslavia (bandiera) |       | Milorad Đurić     |  |      |  |
|    | Jugoslavia (bandiera) |       | Čepin             |  |      |  |
|    | Jugoslavia (bandiera) |       | Đorđe Čolović     |  |      |  |
|    | Jugoslavia (bandiera) |       | Janićijević       |  |      |  |
|    | Jugoslavia (bandiera) |       | Borislav Žutić    |  |      |  |
|    | Jugoslavia (bandiera) |       | Polić             |  |      |  |
|    | Jugoslavia (bandiera) | All.  | Aza Nikolić       |  |      |  |